# Die Tunnelgangster von Berlin
Die Tunnelgangster von Berlin ist ein Fernsehfilm von 1996, der für RTL produziert wurde.

## Handlung
Die Tunnelgangster erhalten von einem Unbekannten, der sich Professor nennt, einen Plan für die Kanalisation, die zu einer Bank führt. Die Gangster mieten eine Garage neben der Bank und graben – unentdeckt von der Außenwelt – einen Tunnel von der Garage zur Bank. Am 27. Juni 1995 überfallen die Gangster die Bank und nehmen 16 Geiseln, darunter die Bankangestellte Tina und den Polizeiinspektor Kiel, welcher verdeckt versucht, Kontakt zur Polizei aufzunehmen. Die Bankräuber versuchen, durch Lösegeldforderungen die Polizei von ihrem eigentlichen Plan abzulenken, und drohen auch damit, die Geiseln zu erschießen. Unterdessen sprengen sie die Schließfächer und flüchten mit Geld, Gold, Diamanten und Wertpapieren durch den Tunnel. Gegen Mitternacht stürmt die Polizei unter der Leitung von Kommissar Kottke die Bank; sie kommt zu spät.

## Hintergrund
Den Hintergrund bildet der reale Banküberfall Berlin-Zehlendorf 1995. Hierbei waren Bankräuber durch einen Tunnel in eine Garage geflüchtet und dann von dort aus leicht mit einem Fahrzeug (VW-Bus) entkommen.

## Produktion
Die Art der Ausführung des Verbrechens und der Flucht erregte großes Aufsehen, so dass das Fernsehen schnellstmöglich Kapital herausschlagen wollte, indem man das Ereignis in eine Rahmenhandlung verpackte und als spannenden Krimi verkaufte. Für eine Rolle verpflichtete man den ehemaligen Weltstar Oliver Reed. Eine weitere Besetzung war Tina Ruland als Bankangestellte. Als Regisseur verpflichtete Artur Brauner B-Movie-Produzent und -Regisseur Menahem Golan.